# Jalisos

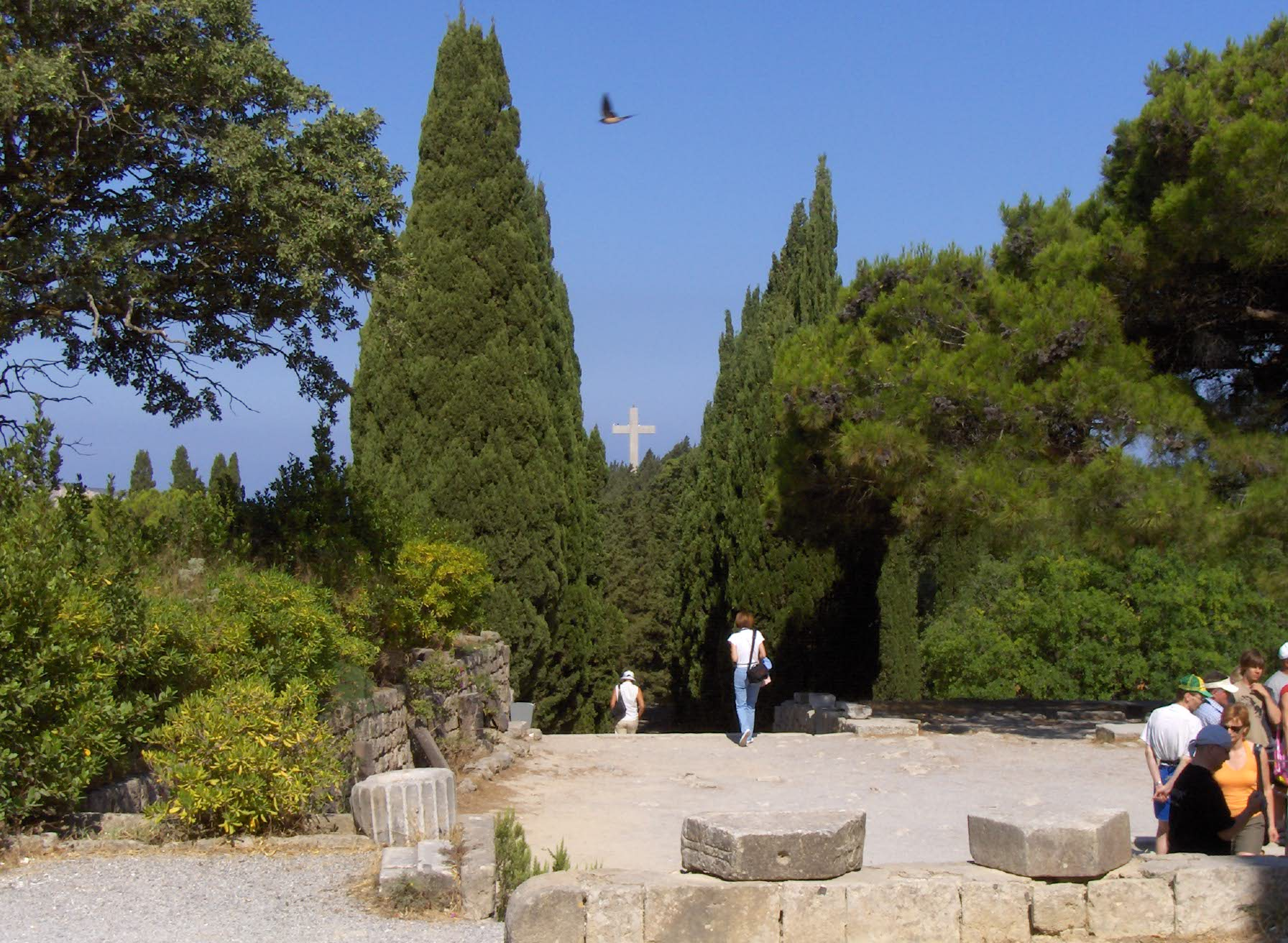
Wzgórze Filerimos

Jalisos (gr. Ιαλυσός) – miasto w Grecji, na wyspie Rodos, około 8 km na zachód od miasta Rodos, w administracji zdecentralizowanej Wyspy Egejskie, w regionie Wyspy Egejskie Południowe, w jednostce regionalnej Rodos, w gminie Rodos. W 2011 roku liczyło 11 331 mieszkańców.
W starożytności należało do heksapolis (Doryckiego Związku Morskiego).

## Wzgórze Filerimos
Nieopodal Jalisos znajduje się doskonały punkt widokowy, który w XIII wieku otrzymał nazwę Filerimos, Philerēmos (z klasycznego greckiego philos φίλος 'przyjaciel' i erēmos ἐρῆμος 'samotny'), co znaczy „przyjaciel samotności”.
Nazwa wzięła się od pustelnika, który osiedlił się tutaj po przyjeździe z Jerozolimy z ikoną Matki Boskiej, namalowanej jakoby przez św. Łukasza Ewangelistę. Prawdopodobnie ikona była jednak namalowana w XII w., a jej oryginał po wędrówce przez Maltę, Petersburg, wywiezieniu w 1917 r. przez adiutanta carycy Marii Fiodorowny do Kopenhagi trafił do Czarnogóry, gdzie do dzisiaj pozostaje.
Znajduje się tu także niegdysiejsze akropolis antycznego Jalysos, położone na wzgórzu na wysokości 267 m n.p.m., zasiedlone przez Achajów już w czasach kultury mykeńskiej około 1500 r. p.n.e., potem przez przybyłych 500 lat później Dorów. Ze starożytnych ruin nie zostało zbyt wiele. Kościół i zabudowania klasztorne z czasów rycerskich zostały odrestaurowane przez Włochów i dzisiaj wyglądają jak nowe. Znajduje się tutaj też aleja spacerowa wysadzona piniami, z  czternastoma kolejnymi stacjami drogi krzyżowej i z tego powodu nazywana jest Golgotą. Na końcu alei stoi wystawiony w latach 1992–1996 15-metrowy betonowy krzyż z platformą widokową, na którą można wejść.